# Phyllostomus latifolius
Phyllostomus latifolius е вид бозайник от семейство Американски листоноси прилепи (Phyllostomidae).

## Разпространение
Видът е разпространен в Бразилия, Колумбия, Гвиана, Суринам и Венецуела.